# キディ・ガーランド キャラクターソング
「キディ・ガーランド」キャラクターソングは、2010年2月10日からLantisより発売された一連のシングルシリーズである。

## 概要
- テレビアニメ『キディ・ガーランド』のキャラクターソングシリーズ。全9タイトル。
- Vol.1とVol.2が2010年2月10日に、Vol.3とVol.4が2010年2月24日に、Vol.5とVol.6が2010年4月21日に、Vol.7とVol.8が2010年5月26日に、Vol.9が2010年6月23日にリリースされた。
- Vol.1、Vol.2、Vol.9以外は2人以上で歌っており、各曲にインストが収録されている。
- Vol.8に収録されている「未来へと…」以外の作詞、作曲はyozuca*が担当している。
- 「未来へと…」の作曲はCooRieのrinoが担当している。

## リリース一覧

### Vol.1 アスクール
2010年2月10日発売。歌はアスクール（内田彩）。
1. ぽきゅぽきゅーんッと行きましょう! [3:36]
作詞・作曲：yozuca*、編曲：東タカゴー
2. 未来ヒストリー [4:18]
作詞・作曲：yozuca*、編曲：lotta
3. ぽきゅぽきゅーんッと行きましょう!（off vocal）
4. 未来ヒストリー（off vocal）

### Vol.2 ク・フィーユ
2010年2月10日発売。歌はク・フィーユ（合田彩）。
1. 宇宙の行方 [4:05]
作詞・作曲：yozuca*、編曲：戸田章世
2. Honest [4:42]
作詞・作曲：yozuca*、編曲：安瀬聖
3. 宇宙の行方（off vocal）
4. Honest（off vocal）

### Vol.3 ディア&タマ
2010年2月24日発売。歌はディア（高橋夢波）とタマ（若本規夫）。
1. ディアだもん [4:05]
作詞・作曲：yozuca*、編曲：lotta
2. キラリズム [4:31]
作詞・作曲：yozuca*、編曲：東タカゴー
3. ディアだもん（off vocal）
4. キラリズム（off vocal）

### Vol.4 アリサ&ベル&ミ・ヌゥルーズ
2010年2月24日発売。歌はアリサ（相沢舞）とベル（堀川千華）とミ・ヌゥルーズ（白石稔）
1. 幸せカレンダー [4:17]
作詞・作曲：yozuca*、編曲：lotta
2. 未完成なシナリオ [3:52]
作詞・作曲：yozuca*、編曲：戸田章世
3. 幸せカレンダー（off vocal）
4. 未完成なシナリオ（off vocal）

### Vol.5 サフィル&リュビス
2010年4月21日発売。歌はサフィル（水原薫）とリュビス（斎藤楓子）。
1. Cold flame [3:47]
作詞・作曲：yozuca*、編曲：東タカゴー
2. private show [3:42]
作詞・作曲：yozuca*、編曲：lotta
3. Cold flame（off vocal）
4. private show（off vocal）

### Vol.6 シェイド featuring トーチ
2010年4月21日発売。歌はトーチ（中井和哉）とシェイド（飛田展男）。ただし主に歌うのはシェイドであり、トーチは間奏部の語りのみである。
1. Phantom of rainbow [4:30]
作詞・作曲：yozuca*、編曲：lotta
2. go alive [4:10]
作詞・作曲：yozuca*、編曲：河合英嗣
3. Phantom of rainbow（off vocal）
4. go alive（off vocal）

### Vol.7 リトゥーシャ&パウーク
2010年5月26日発売。歌はリトゥーシャ（今野宏美）とパウーク（松元恵）。
1. 僕らのあした [3:30]
作詞・作曲：yozuca*、編曲：東タカゴー
2. あいのうた [4:55]
作詞・作曲：yozuca*、編曲：lotta
3. 僕らのうた（off vocal）
4. あいのうた（off vocal）

### Vol.8 ゾマ&イヴェール
2010年5月26日発売。歌はゾマ（瀧澤樹）とイヴェール（水橋かおり）。
1. Justice Force [3:56]
作詞・作曲：yozuca*、編曲：戸田章世
2. 未来へと… [4:36]
作詞：yozuca*、作曲：rino（CooRie）、編曲：lotta
3. Justice Force（off vocal）
4. 未来へと…（off vocal）

### Vol.9 ガクトエル
2010年6月23日発売。歌はガクトエル（日野聡）。
1. 破滅の扉 [4:09]
作詞・作曲：yozuca*、編曲：東タカゴー
2. RED ROSE [5:04]
作詞・作曲：yozuca*、編曲：戸田章世
3. 破滅の扉（off vocal）
4. RED ROSE（off vocal）